# Guy de Harcourt
Guy d'Harcourt, mort le 24 avril 1336, est un évêque de Lisieux du XIVe siècle, issu de la maison d'Harcourt, illustre et ancienne famille de Normandie. Il est le fils de Jean, seigneur de Harcourt, et d'Adélaïde de Beaumont. 

## Biographie
Guy d'Harcourt est chanoine de Lisieux. Il est élu évêque de ce siège et sacré par son frère Robert, évêque de Coutances. 
En 1305, il prend part avec plusieurs autres prélats à la translation du chef de saint Louis dans la Sainte-Chapelle de Paris. Le roi Philippe lui octroie plusieurs domaines en 1311. Trois ans plus tard, Gui assiste à la dédicace de l'église d'Écouis. 
En 1321, Guy tient un synode diocésain dans lequel il publie 147 statuts sous le titre de Praecepta synodalia. En 1321 et 1322, Guy d'Harcourt fait une transaction avec son chapitre, tant sur quelques droits de juridiction et d'exemption que sur divers droits de la banlieue du domaine de l'évêché. En 1325, le parlement le condamne à une amende de 15 000 livres, parce que ses officiers ont malmené ceux du roi Charles IV.
Guy d'Harcourt jette les premiers fondements du collège de Lisieux à Paris. Il laisse par testament la somme de mille livres parisis pour l’entretien et l’enseignement de vingt-quatre pauvres élèves boursiers de la faculté des arts, et cent livres parisis pour leur logement. D'Harcourt donne aussi beaucoup de biens et grand nombre de privilèges aux moines de l'abbaye du Val-Richer. Il meurt le 24 avril 1336, et est inhumé dans un tombeau de marbre noir vis-à-vis du grand autel de la cathédrale.